# Słowiczek czarnogardły
Słowiczek czarnogardły (Calliope obscura) – gatunek małego ptaka z rodziny muchołówkowatych (Muscicapidae).

## Systematyka
Takson ten opisali w 1891 roku Michaił Berezowski i Walentyn Bianchi pod binominalną nazwą Larvivora obscura.
Takson później umieszczony w rodzaju Luscinia, w 2010 roku na podstawie molekularnych badań filogenetycznych przeniesiony do rodzaju Calliope. Nie wyróżnia się podgatunków.

## Występowanie
Ptak ten zamieszkuje środkowe obszary Chin. Został zaobserwowany również w Laosie i Tajlandii, przypuszcza się jednak, że są to obszary jego zimowania.

## Morfologia

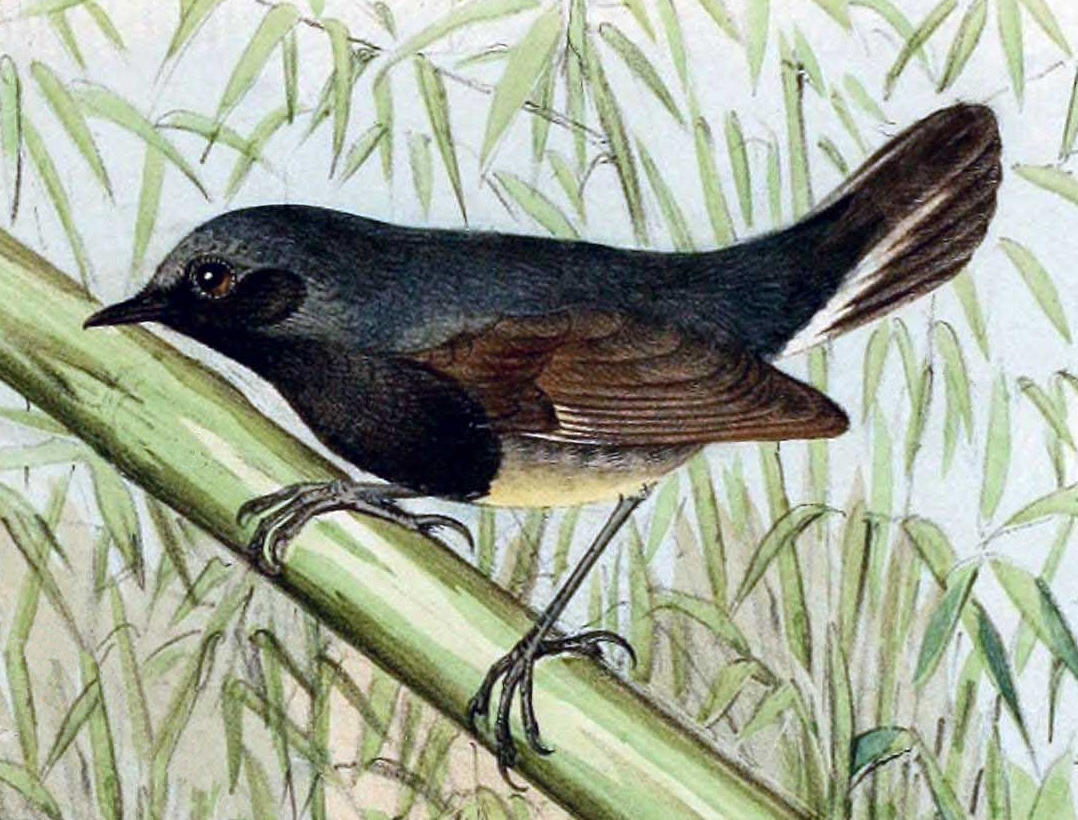
Sylwetka samca – fragment ilustracji dołączonej do pierwszego opisu

Okazy słowiczka czarnogardłego są rzadko spotykane w naturalnym środowisku. Samice oraz pisklęta zostały zaobserwowane dopiero w 2014 r. Okazy obu płci w niewielkim stopniu różnią się ubarwieniem.

## Ekologia i zachowanie

### Biotop
Bambusowe zarośla i skupiska drzew bambusowych w lasach iglastych i mieszanych na wysokościach 2100–3350 m n.p.m.

### Pożywienie
Żywi się głównie bezkręgowcami, brak szerszych danych dotyczących diety wynika z rzadkich obserwacji osobników.

## Status zagrożenia
W Czerwonej księdze gatunków zagrożonych IUCN słowiczek czarnogardły uznawany jest za gatunek narażony na wyginięcie (VU) ze względu na niewielką populację (szacowaną na 2500–9999 dorosłych osobników) oraz utratę i degradację naturalnych siedlisk.